# SFC Opava
Slezský fotbalový club Opava (Slezský FC Opava, SFC Opava) – klub piłkarski mający swoją siedzibę w Opawie, w Czechach. Aktualnie uczestniczy w rozgrywkach czeskiej drugiej ligi.

## Historia
W sezonie 1995/1996 klub uplasował się na 5 miejscu w I lidze, w sezionie 1996/1997 na 9 miejscu, w sezonie 1997/1998 na 11 miejscu, w sezionie 1998/1999 na 14 miejscu, w sezonie 1999/2000 na 15 miejscu spadając jednocześnie do II ligi. W sezonie 2000/2001 klub był wicemistrzem II ligi i w sezonie 2001/2002 powrócił do rozgrywek w I lidze, plasując się na ostatnim – 16 miejscu. W sezonie 2002/2003 klub był wicemistrzem II ligi. Ponownie do I ligi klub powrócił w sezonie 2003/2004 plasując się na 12 miejscu. W następnym sezonie – 2004/2005 klub zajął ostatnie miejsce, oznaczające spadek do II ligi, jednak znaczne problemy finansowe spowodowały, że kolejny sezon klub rozegrał w V lidze, zajmując pierwsze miejsce z przewagą 29 punktów nad kolejną drużyną co dawało awans do kolejnej klasy rozgrywek. Jednakże klub wykupił licencję od drużyny SK Hanácká Slavia Kroměříž i sezon 2006/07 rozgrywał w 2. lidze. W 2010 roku klub z Opawy zanotował spadek i przez jeden sezon występował na trzecim stopniu rozgrywek. W 2013 roku ponownie klub zanotował spadek z 2. ligi i ponownie jedynie przez jeden sezon występował na trzecim stopniu rozgrywek. Od sezonu 2014/2015 SFC Opava rozgrywa swoje mecze w 2 lidze.

### Chronologia nazw
- 1907: Troppauer Fussballverein (FV) – klub niemiecki
- 1909: Deutscher Sportverein (DSV) Troppau
- 1939: NS Turngemeinde Troppau
- 1945: SK Slezan Opava
- 1948: Sokol Slezan Opava
- 1950: ZSJ SPJP Opava
- 1953: TJ Baník Opava
- 1958: TJ Ostroj Opava
- 1990: FK Ostroj Opava
- 1994: FC Kaučuk Opava
- 1998: SFC Opava

## Europejskie puchary
Legenda do wszystkich tabel:
- Q – runda eliminacyjna, 1/16, 1/8, 1/4, 1/2 – odpowiednia faza rozgrywek, Grupa – runda grupowa, 1r gr – pierwsza runda grupowa, 2r gr – druga runda grupowa, F – finał, R – runda, PO – play-off
- k. – rzuty karne, los. – losowanie, Dogr. – dogrywka, w. – zasada bramek strzelonych na wyjeździe

| Sezon | Rozgrywki        | Runda   | Przeciwnik                 | Dom | Wyjazd | Ogólnie    |
| ----- | ---------------- | ------- | -------------------------- | --- | ------ | ---------- |
| 1996  | Puchar Intertoto | Grupa 8 | KAMAZ Nabierieżnyje Czełny | 1–2 |        | 3. miejsce |
| 1996  | Puchar Intertoto | Grupa 8 | Spartak Warna              |     | 1–0    | 3. miejsce |
| 1996  | Puchar Intertoto | Grupa 8 | TSV 1860 Monachium         | 0–2 |        | 3. miejsce |
| 1996  | Puchar Intertoto | Grupa 8 | ŁKS Łódź                   |     | 3–0    | 3. miejsce |

## Obecny skład
Stan na 7 września 2021
| Nr | Poz. | Piłkarz                                        |
| -- | ---- | ---------------------------------------------- |
| 1  | BR   | Mikuláš Kubný                                  |
| 2  | OB   | Jakub Vrána                                    |
| 3  | OB   | Joss Didiba                                    |
| 4  | OB   | Dalibor Večerka                                |
| 5  | OB   | Jan Žídek                                      |
| 6  | OB   | Jiří Janoščín                                  |
| 7  | PO   | Samuel Šigut (wypożyczony z MFK Frýdek-Místek) |
| 9  | NA   | Lukáš Holík                                    |
| 10 | NA   | Denis Kramář                                   |
| 12 | PO   | Adam Gorčica                                   |
| 15 | OB   | Adam Rychlý                                    |
| 17 | PO   | Denis Darmovzal                                |
| 18 | OB   | Josef Celba (wypożyczony z Baníka Ostrawa)     |

| Nr | Poz. | Piłkarz                                            |
| -- | ---- | -------------------------------------------------- |
| 19 | OB   | Matěj Helebrand                                    |
| 20 | PO   | Josef Hnaníček                                     |
| 21 | OB   | Jan Kadlec (wypożyczony z FK Chlumec nad Cidlinou) |
| 22 | OB   | Matěj Helešic                                      |
| 23 | PO   | Bartosz Pikul                                      |
| 24 | OB   | Oliver Putyera                                     |
| 25 | PO   | Adam Ščudla                                        |
| 29 | BR   | Kryštof Lasák                                      |
| 30 | BR   | Štěpán Rolný                                       |
| 31 | BR   | Tomáš Digaňa                                       |
| 32 | NA   | Dominik Smékal                                     |
| –  | NA   | Luka Pisačić                                       |
| –  | NA   | Tomáš Rataj                                        |